# PowerBook 3400c
Le PowerBook 3400c vint compléter la gamme PowerBook à base de PowerPC en se plaçant au-dessus des PowerBook 1400cs et 1400c. Il était décliné en trois modèles différents dotés de processeurs 603ev cadencés respectivement à 180, 200 et 240 MHz. Des processeurs tournant à cette fréquence étaient inédits à l'époque (en comparaison, les PowerBook 1400 tournaient à 117 ou 133 MHz, et les PC portables les plus rapides tournaient à « seulement » 166 MHz). Résolument orientés haut-de-gamme, ils intégraient tous un grand écran 12,1" à matrice active pouvant afficher en milliers de couleurs en 800 par 600 pixels. Ils utilisaient aussi une batterie Lithium-Ion plus endurante que les NiMH des précédents PowerBook. Les disques durs s'échelonnaient de 1,3 à 3 Go et ils étaient tous dotés de 16 Mio de mémoire vive en standard. À part le premier modèle, ils intégraient un lecteur de CD-ROM, un modem 33,6 kbit/s et un port Ethernet 10 Base-T en standard. Ils étaient commercialisés en France à 31 800 F pour le modèle à 180 MHz sans lecteur CD-ROM, 34 100 F pour le même avec un lecteur CD-ROM, 38 800 F pour le modèle à 200 MHz, et 45 600 F pour le modèle à 240 MHz.

## Caractéristiques
- processeur : PowerPC 603ev 32 bit cadencé à 180, 200 ou 240 MHz
- bus système 64 bit à 40 MHz
- mémoire cache de niveau 1 : 32 Kio
- mémoire cache de niveau 2 : 256 Kio
- mémoire morte : 4 Mio
- mémoire vive : 16 Mio (soudé à la carte mère), extensible à 144 Mio
- écran LCD 12,1" SVGA à matrice active
- définitions supportées :
  - 800 × 600 en 16 bit (milliers de couleurs)
- disque dur ATA de 1,3 Go (3400c/180), 2 Go (3400c/200) ou 3 Go (3400c/240)
- lecteur de disquette 3,5" 1,44 Mo
- lecteur CD-ROM 6x (12x pour le modèle à 240 MHz)
- modem 33,6 kbit/s V34 (optionnel pour le modèle à 180 MHz)
- slots d'extension :
  - 1 connecteur mémoire spécifique (PB 3400) de type DRAM EDO (vitesse minimale : 60 ns)
  - 2 slots PC Card Type II (ou 1 Type III)
  - 1 baie spécifique PB 3400 pouvant recevoir un second disque dur, une seconde batterie, un lecteur Zip ou un lecteur optique supplémentaire
- connectique :
  - 1 port SCSI (HDI-30)
  - 1 port ADB
  - 1 port série Geoport
  - port Ethernet 10BASE-T (optionnel pour le modèle à 180 MHz)
  - port infrarouge IRTalk 230 kbit/s ou IrDA 1 Mbit/s
  - sortie son : stéréo 16 bit
  - entrée son : stéréo 16 bit
  - sortie vidéo HDI-15
- microphone intégré
- 4 haut-parleur stéréo
- batterie Lithium Ion 32 Wh lui assurant environ 2 à 4 heures d'autonomie
- dimensions : 61 × 292 × 241 mm
- poids : 3,3 kg
- consommation : 45 W
- systèmes supportés : Système 7.6 à Mac OS 9.1